# 1913年オーストラレーシアン選手権
1913年 オーストラレーシアン選手権（1913ねんオーストラレーシアンせんしゅけん、1913 Australasian Championships）に関する記事。オーストラリア・パースにある「ロイヤル・キングス・パーク・テニスクラブ」にて開催。

## 大会の流れ
- 1921年まで、全豪選手権の実施競技は男子シングルス・男子ダブルスの2部門のみであった。女子競技の3部門（女子シングルス・女子ダブルス・混合ダブルス）が増設されるのは、1922年からである。
- 初期の全豪選手権のように、外国人出場者が少なかった時期は、地元オーストラリア人選手の国旗表示を省略する。

## 大会経過

### 男子シングルス
準々決勝
- アーニー・パーカー vs. アーネスト・ストークス　6-4, 6-3, 6-2
- G・トーマス vs. ケント　3-6, 6-3, 6-4, 6-0
- ハリー・パーカー vs. アルフ・ヘデマン　2-6, 6-3, 6-1, 6-3
- ロイ・テーラー vs. アーノルド・レシェン　6-4, 6-1, 6-1

準決勝
- アーニー・パーカー vs. G・トーマス　6-2, 6-2, 6-3
- ハリー・パーカー vs. ロイ・テーラー　6-2, 4-6, 2-6, 6-0, 6-1

## 決勝戦の結果
- 男子シングルス：アーニー・パーカー vs.  ハリー・パーカー　2-6, 6-1, 6-3, 6-2
- 男子ダブルス：アーニー・パーカー＆アルフ・ヘデマン vs.  ハリー・パーカー＆ロイ・テーラー　8-6, 4-6, 6-4, 6-4